# Novals
Novals (en aragonès i en castellà: Novales) és un municipi aragonès situat a la província d'Osca i enquadrat a la comarca de la Foia d'Osca.